# Luipaardleguanen
Luipaardleguanen (Gambelia) zijn een geslacht van hagedissen die behoren tot de familie Crotaphytidae.

## Naam en indeling
De wetenschappelijke naam van de groep werd voor het eerst voorgesteld door Spencer Fullerton Baird in 1859. Er zijn drie verschillende soorten, de naam luipaardleguaan slaat op de tekening van een geelbruine ondergrond met zwarte stippen. Luipaardleguanen zijn verwant met de halsbandleguanen (Crotaphytus), het enige andere geslacht uit deze familie.
De wetenschappelijke geslachtsnaam Gambelia wordt ook in de plantenwereld als geslachtsnaam gebruikt voor een groep uit de weegbreefamilie.

### Soorten
Het geslacht omvat de volgende soorten, met de auteur en het verspreidingsgebied.
| Naam                                  | Auteur               | Verspreidingsgebied      |
| ------------------------------------- | -------------------- | ------------------------ |
| Gambelia copeii                       | Yarrow, 1882         | Mexico, Verenigde Staten |
| Gambelia sila                         | Stejneger, 1890      | Verenigde Staten         |
| Luipaardleguaan (Gambelia wislizenii) | Baird & Girard, 1852 | Mexico, Verenigde Staten |

## Verspreiding en habitat
De soorten komen voor in delen van Noord-Amerika en leven in de landen Mexico en de Verenigde Staten. De habitat bestaat uit gebieden met scrubland, hete en meer gematigde woestijnen en savannen.

## Beschermingsstatus
Door de internationale natuurbeschermingsorganisatie IUCN is aan alle soorten een beschermingsstatus toegewezen. Twee soorten worden gezien als 'veilig' (Least Concern of LC) en de soort Gambelia sila wordt beschouwd als 'bedreigd' (Endangered of EN).